# Отгонное животноводство
Отгонное животноводство, отгонно-пастбищноe животноводствo — форма организации животноводствa, для которого характерно содержание сельскохозяйственных животных в течение всего года (или большей его части) на естественных пастбищах, как правило, отдалённых от населённых пунктов. 
При отгонном животноводстве в разные сезоны года используются разные виды пастбищ. В горных районах скот летом обычно перегоняется на горные пастбища, зимой же возвращается в долины и степи (или на стойловое содержание). В тропическом климате сезонность перегона между пастбищными районами обусловлена чередованием влажного и засушливого сезонов. К такому способу содержания наиболее приспособлены овцы и лошади, а также верблюды и яки. Практикуется и отгонное животноводство крупного рогатого скота. Система отгонного животноводства отличается от полуоседлого (полукочевого) тем, что перегон между пастбищами является цикличным.
Отгонное животноводство распространено во многих странах мира: в Австралии, Новой Зеландии, Аргентине, Бразилии, на Кавказе, в Центральной Африке, на Балканах, на Ближнем Востоке, в Монголии и др. В Европе отгонное животноводство было широко распространено в доримский период, однако с тех пор постепенно утратило значение.
Быт многих народов, традиционно относимых к кочевым, например алтайских древних тюрок, на самом деле может быть охарактеризован именно как отгонное животноводство, поскольку их перекочёвки носили сезонный характер и производились в пределах чётко очерченной территории, принадлежащей роду; часто у них имелись постоянные строения, служившие для заготовки сена на зиму для скота и жилья нетрудоспособных пожилых членов группы, вместе с примитивным земледелием, в то время как молодёжь на лето откочёвывала вместе со скотом в предгорья (джейляу).